# Nirj Deva
Niranjan Joseph "Nirj" De Silva Deva-Aditya, conosciuto come Nirj Deva (Colombo, 11 maggio 1948), è un politico britannico, membro del Partito Conservatore e europarlamentare per quattro mandati consecutivi dal 1999 al 2019 sedendo nel Parlamento europeo per quasi 19 anni.

## Biografia
Deva proviene da una famiglia cattolica dello Sri Lanka e ha frequentato il St.Joseph's College di Colombo. Si è laureato in ingegneria meccanica e aeronautica all'Università di Loughborough, dal 1971 al 1973 è stato ricercatore presso questa università. È stato consulente scientifico, negli anni 1980-1999 è stato direttore di varie imprese. È presidente del consiglio di amministrazione di numerose società di diritto commerciale che operano principalmente in Asia.

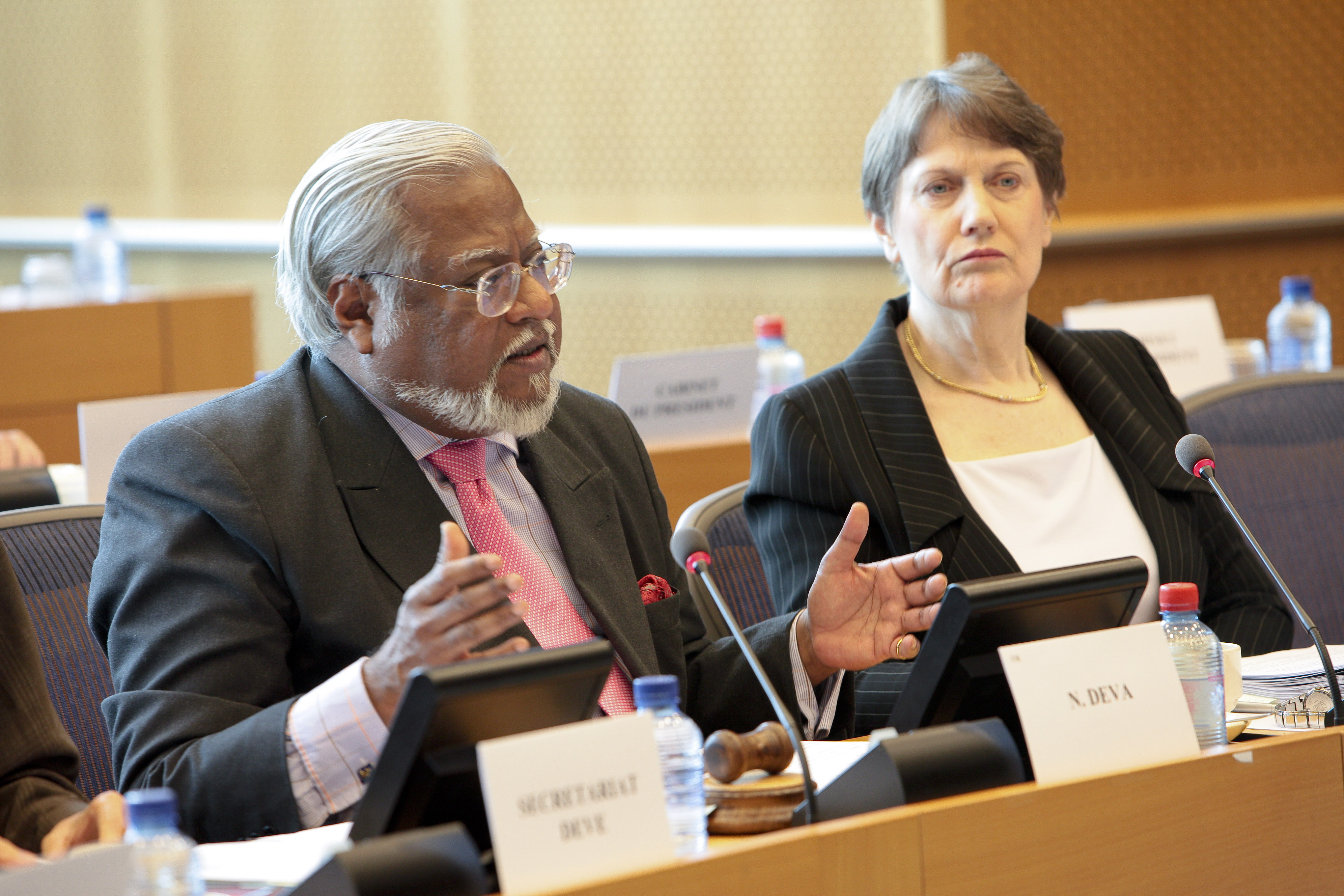
Nijr Deva e Helen Clark a un forum presso il Parlamento europeo a Bruxelles, giugno 2010.

È stato coinvolto in attività sportive nel campo del tiro con l'arco, nel 1981 è diventato presidente del "Bow Group", due anni dopo editore di "Crossbow Magazine". A metà degli anni '80, consigliò il ministro degli interni e guidò anche la commissione per la deregolamentazione del trasporto aereo europeo. Ha fatto parte di varie istituzioni scientifiche e società reali.
Dal 1992 al 1997, con Partito Conservatore, è stato membro della Camera dei comuni. Ha assunto una posizione di governo ed è stato segretario parlamentare privato.
Nel 1999, è stato eletto al Parlamento europeo con lista dei conservatori. Nel 2004 e nel 2009 si ricandida. Nella VII legislatura si iscrive al Gruppo dei Conservatori e dei Riformisti Europei e diventa vicepresidente della commissione per lo sviluppo. Nel 2014, ha rinnovato il suo mandato per la quarta volta. Termina la sua esperienza di europarlamentare dopo quasi 19 anni di presenza.

## Vita privata
Deva è sposato con Indra, una mauriziana di lingua francese. Indra ha lavorato come assistente personale di Deva da quando è stato eletto deputato nel 1992. La coppia ha un figlio.